# Nvidia
Nvidia Corporation е американска мултинационална технологична компания, регистрирана в Делауеър и базирана в Санта Клара, Калифорния. Проектира графични процесори (GPU) за игрите и професионалните пазари, както и едночипови системи (SoC) за мобилни компютри и автомобилния пазар. Основната му линия на графични процесори, обозначена като „GeForce“, е в пряка конкуренция с графичните процесори на марката „Radeon“ от Advanced Micro Devices (AMD). Nvidia разширява присъствието си в игралната индустрия със своите ръчни игрови конзоли Shield Portable, Shield Table и Shield Android TV и своята услуга за облачни игри GeForce Now. Неговата професионална линия графични процесори се използва в работни станции за приложения в такива области като архитектура, инженерство и строителство, медии и развлечения, автомобилостроене, научни изследвания и производствен дизайн.
В допълнение към производството на графични процесори, Nvidia предоставя интерфейс за приложно програмиране (API), наречен CUDA, който позволява създаването на масово паралелни програми, които използват графични процесори. Те са внедрени в суперкомпютърни сайтове по целия свят. Съвсем наскоро тя се мести на пазара на мобилни компютри, където произвежда мобилни процесори Tegra за смартфони и таблети, както и системи за навигация на превозни средства и за забавление. В допълнение към AMD, неговите конкуренти включват Intel и Qualcomm. Nvidia обявява плановете си на 13 септември 2020 г. да придобие Arm Ltd. от SoftBank, в очакване на регулаторно одобрение, за стойност от 40 милиарда долара в акции и пари, което ще бъде най-голямото придобиване на полупроводници до момента. SoftBank Group ще придобие малко по-малко от 10% дял в Nvidia, а Arm ще запази централата си в Кеймбридж.

## История
Nvidia е основана на 5 април 1993 г. от Дженсън Хуанг (главен изпълнителен директор от 2020 г.), американец от тайвански произход, преди това директор на CoreWare в LSI Logic и дизайнер на микропроцесори в Advanced Micro Devices (AMD), Крис Малаховски, електроинженер, който е работил в Sun Microsystems, и Къртис Прием, преди това старши щатен инженер и дизайнер на графични чипове в Sun Microsystems. През 1993 г. тримата съоснователи смятат, че правилната посока за следващата вълна от изчисления е ускорена или базирана на графични изчисления, защото може да реши проблеми, които изчисленията с общо предназначение не могат. Те също така забелязват, че видеоигрите са едновременно един от най-трудните изчислителни проблеми и биха имали невероятно висок обем на продажбите. Видеоигрите се превръщат в маховика на компанията за достигане до големи пазари и финансиране на огромни R&D за решаване на огромни изчислителни проблеми.
Със само $40 000 в банката се ражда компанията. Впоследствие компанията получава 20 милиона долара финансиране за рисков капитал от Sequoia Capital и други. Nvidia първоначално няма име и съоснователите наричат всичките си файлове NV, както в „следващата версия“. Необходимостта от включване на компанията кара съоснователите да прегледат всички думи с тези две букви, което ги довежда до „invidia“, латинската дума за „завист“. Nvidia става публична на 22 януари 1999 г.

### Разработки и придобивания
Пускането на RIVA TNT през 1998 г. затвърждава репутацията на Nvidia при разработването на способни графични адаптери. В края на 1999 г. Nvidia пуска GeForce 256 (NV10), като най-вече въвежда вградената трансформация и осветление (T&L) в 3D хардуера на потребителско ниво. Работейки на 120 MHz и включващ четири-пикселови конвейери, той имплементира усъвършенствано видео ускорение, компенсация на движението и хардуерно алфа смесване на подкартина. GeForce превъзхожда съществуващите продукти с голяма разлика. Благодарение на успеха на своите продукти, Nvidia печели договора за разработка на графичния хардуер за игровата конзола Xbox на Microsoft, което спечели на Nvidia аванс от 200 милиона долара. Проектът обаче отдалечава много от най-добрите си инженери от други проекти. В краткосрочен план това няма значение и GeForce2 GTS е доставен през лятото на 2000 г. През декември 2000 г. Nvidia постигна споразумение за придобиване на интелектуалните активи на своя някогашен конкурент 3dfx, пионер в потребителската 3D графична технология, лидер в света от средата на 1990-те до 2000 г. Процесът на придобиване е финализиран през април 2002 г.
През юли 2002 г. Nvidia придобива Exluna за неразкрита сума. Exluna прави софтуерни инструменти за рендиране и персоналът е обединен в проекта Cg. През август 2003 г. Nvidia придоби MediaQ за приблизително 70 милиона щатски долара. На 22 април 2004 г. Nvidia придобива iReady, също доставчик на високопроизводителни TCP/IP и iSCSI решения за разтоварване. През декември 2004 г. е обявено, че Nvidia ще подпомогне Sony при проектирането на графичния процесор (RSX) в игровата конзола PlayStation 3. На 14 декември 2005 г. Nvidia придобива ULI Electronics, която по това време доставя части за южния мост на трети страни за чипсети на ATI, конкурента на Nvidia. През март 2006 г. Nvidia придобива Hybrid Graphics. През декември 2006 г. Nvidia, заедно с основния си конкурент в графичната индустрия AMD (която придобива ATI), получава призовка от Министерството на правосъдието на САЩ относно възможни нарушения на антитръстовите правила в индустрията на графичните карти.
Forbes определи Nvidia за компания на годината за 2007 г., цитирайки постиженията, които има през посочения период, както и през предходните пет години. На 5 януари 2007 г. Nvidia обявява, че е завършила придобиването на PortalPlayer, Inc. През февруари 2008 г. Nvidia придобива Ageia, разработчик на физическия двигател PhysX и модула за обработка на физиката. Nvidia обявява, че планира да интегрира технологията PhysX в бъдещите си GPU продукти.
През юли 2008 г. Nvidia намалява с приблизително 200 милиона долара приходите си за първото тримесечие, след като съобщи, че някои мобилни чипсети и графични процесори, произведени от компанията, имат „ненормални проценти на откази“ поради производствени дефекти. Nvidia обаче не разкрива засегнатите продукти. През септември 2008 г. Nvidia става обект на групов иск за дефектите, твърдейки, че дефектните графични процесори са били включени в определени модели лаптопи, произведени от Apple Inc., Dell и HP. През септември 2010 г. Nvidia постигна споразумение, при което ще възстанови на собствениците на засегнатите лаптопи за ремонт или, в някои случаи, замяна.
На 10 януари 2011 г. Nvidia подписва шестгодишно споразумение за кръстосано лицензиране от 1,5 милиарда долара с Intel, с което се прекратяват всички съдебни спорове между двете компании. През ноември 2011 г., след като първоначално го представи на Mobile World Congress, Nvidia пуска своята Tegra 3 ARM система-на-чип за мобилни устройства. Nvidia твърди, че чипът включва първия по рода си четириядрен мобилен процесор. През май 2011 г. е обявено, че Nvidia се съгласява да монополизира Icera, компания за производство на чипове за основна лента във Великобритания, за 367 милиона долара През януари 2013 г. Nvidia представя Tegra 4, както и Nvidia Shield, ръчна игрова конзола, базирана на Android, захранвана от новата едночипова система. На 29 юли 2013 г. Nvidia обявява, че придобива PGI от STMicroelectronics.